# Savioja (Misso)
Savioja – wieś w Estonii, w prowincji Võru, w gminie Misso.